# Gromierus
Gromierus is een geslacht van wantsen uit de familie van de Pyrrhocoridae (Vuurwantsen). Het geslacht werd voor het eerst wetenschappelijk beschreven door Villiers in 1951.

## Soorten
Het genus bevat de volgende soorten:

- Gromierus dollingi Stehlik, 1979
- Gromierus fumatus Stehlik, 1979
- Gromierus minor Stehlik, 1979
- Gromierus rufipes Villiers, 1951
- Gromierus schmitzi Stehlik, 1979